# 田宝荣
田宝荣（？—？），浙江上虞人，清朝政治人物。供事出身。

## 生平
田宝荣曾于1903年接替钱国选任青浦县知县一职，1907年由张瀛接任。1909年，出任上海县知县，为最后一任上海县知县。